# Bosje Van IJsendijk
Het Bosje Van IJsendijk, voorheen ook Maarschalksbos genoemd, is een bos aan de Eemnesserweg/Molenweg in Baarn in de provincie Utrecht.
Het hout van het Bosje was in de Middeleeuwen bestemd voor de maarschalk van Eemland, die op kasteel Huis Ter Eem woonde. In de Franse tijd werd het schoutenambt afgeschaft en werd het bos staatsdomein en later aan de Prins van Oranje afgestaan. De Prins verkocht het
later aan de familie Van IJsendijk. 
In het bos van oorspronkelijk 7 hectare bestaat al sinds de jaren dertig uit de twintigste eeuw een dierenparkje met hertenkampje. Het werd  beheerd door de Stichting tot behoud van Hertenkamp Maarschalksbos in Baarn. Op een heuveltje in het bos stond een theekoepel in Zwitserse stijl met uitzicht over de polders en zelfs op de Zuiderzee. In 1938 wordt in de tijd van werkverschaffing een uitkijktoren gebouwd op het hoogste punt van het bos. De houten toren betonnen fundering bood uitzicht op de toegenomen bebossing en bebouwing. In de Tweede Wereldoorlog werd de toren gebruikt door de Duitsers. Kort na de oorlog werd de toren gesloopt door de slechte toestand waarin het bouwwerk verkeerde.
Tussen de Ringlaan en de Wilhelminalaan werden in het begin van de twintigste eeuw een achttal villa's gebouwd, waaronder villa Harscamp.

## Maarschalk
De laatste eigenaar van het bosje was Johanna Margaretha Frederika van IJsendijk die in 1889 vanuit Amsterdam naar Baarn en was komen wonen in Villa Nieuwerhoek op de hoek Hoofdstraat/Brink. Zij werd in 1921 begraven op de Algemene begraafplaats op de Berkenweg in Baarn. Mej. Van IJsendijk heeft op 3 november 1919 het bos geschonken aan de gemeente Baarn. Het bosje werd daarom in de volksmond het Bos Van IJsendijk genoemd. Bepaling hierbij was wel dat het onbebouwd moest blijven en toegankelijk voor publiek. In 1965 werd hier evenwel het ziekenhuis Maarschalksbos gebouwd, later Medisch Centrum Molendael genoemd. De bepaling in het testament werd financieel gecompenseerd aan de nabestaanden van de familie IJsendijk.  In het jaar 2000 volgde een fusie met Ziekenhuis Eemland in Amersfoort en kreeg het de naam Meander Medisch Centrum. Door deze bebouwing bleef maar een klein deel van het bos bestaan. Bij de sluitingsplannen van MC Meander, meer dan honderd jaar na het overlijden van Johanna Van IJsendijk ontstond opnieuw gesteggel over het legaat. Omwonenden betwistten de rechtmatigheid van nieuwe bouwplannen voor het bosje en achterhaalden alsnog een aantal erfgenamen van mej. Van IJsendijk. Pas in 2024 had de gemeente Baarn alle tien erfgenamen achterhaald en bereid gevonden om in ruil voor een stevige afkoopsom van al hun rechten op het bosje af te zien. De nabestaanden vonden het niet meer van deze tijd dat ze dankzij hun voorouder iets te zeggen hadden over het Baarnse bosje. Een van de erfgenamen bedong evenwel dat de gemeente Baarn de gulle geefster zou eren door het bosje haar naam te geven. Twee achterkleinkinderen kwamen in 2025 vanuit Kaapstad naar Baarn om het bordje met de naam 'Bosje Van IJsendijk' te onthullen. 